# A4-es autópálya (Lengyelország)
Az A4-es autópálya Lengyelország déli, ipari, bányászati részén halad keresztül. A német A4-es autópálya folytatása. Az első nagyobb város amit az autópálya érint Wrocław. Wrocław elhagyása után Lengyelország legnagyobb feketekőszén termelő vidéke következik, mégpedig Szilézia és a legnagyobb városa Katowice. Katowice után nem sokkal, kb. 35 km-rel Lengyelország 2. legnagyobb városa, Krakkó következik, amely egyben Kis-Lengyelország székhelye is. Krakkót elhagyva már csak 1 nagyobb  város következik a határ előtt, ez a város pedig Rzeszów. Rzeszówot elhagyva az ukrán határ következik. Az autópálya Ukrajnában folytatódik M10-es autópálya néven. A 2012-es UEFA labdarúgó EB-re ez az autópálya el fog készülni hiszen 2 helyszín is megtalálható az autópálya mellett ez: Lengyelországban Wrocław és Ukrajnában pedig Lviv.